# Bibliotheksrecht
Das Bibliotheksrecht ist eine Querschnittsmaterie, die Gesetze und andere Rechtsvorschriften umfasst, welche für die Arbeit von Bibliotheken und ähnliche Einrichtungen von Bedeutung sind. Speziell für Bibliotheken erlassene Gesetze wie die Pflichtexemplargesetze oder die neueren Bibliotheksgesetze bilden dabei allerdings die Ausnahme. 
Für Bibliotheken sind unter anderem Vorschriften aus folgenden Rechtsgebieten relevant:
- Zivilrecht (Kaufvertrag, Werkvertrag, Leihvertrag, Urheberrecht)
- Strafrecht (insbesondere Sachbeschädigung, Diebstahl, Hehlerei, Unterschlagung)
- Verwaltungsverfahren, -vollstreckung, -kosten
- Jugendschutz, Jugendmedienschutz
- Telekommunikationsrecht
- Datenschutzrecht
- Haushaltsrecht (Bund, Land, Gemeinde)
- Beamtenrecht, Recht des öffentlichen Dienstes
- Baurecht
- Denkmalschutz
- Vergaberecht

Bibliothekarische Regelwerke zählen nicht zum Bibliotheksrecht, können aber im Rahmen des Dienstrechts beachtlich sein.
Grundlagenwerke zum deutschen Bibliotheksrecht haben insbesondere Friedrich List, Heinrich Treplin und Hildebert Kirchner verfasst. Bedingt durch die rasche Entwicklung finden sich Publikationen heutzutage eher in Fachzeitschriften (Bibliotheksdienst, ZfBB) oder im Internet (s. unten).

## Urheberrecht in Bibliotheken
Im Bereich des Urheberrechts in Bibliotheken müssen die sich gegenüberstehenden Interessen von Urhebern (Autoren usw.) und Bibliotheksnutzern versöhnt werden. Urheber möchten insbesondere die im Urheberrecht garantierten Verwertungsrechte ihres geistigen Eigentums geschützt wissen. Bibliotheksnutzer hingegen möchten ihr Grundrecht auf Information gewahrt sehen. Der Ausgleich zwischen Urheber- und Bibliotheksnutzerinteressen wird durch einen Vergütungsanspruch (Bibliothekstantieme) des Urhebers einerseits und durch Schrankenregelungen andererseits gelöst.

## Datenschutzrecht in Bibliotheken
In Bibliotheken werden personenbezogene Daten von Nutzern, Autoren und Mitarbeitenden erhoben und verarbeitet. Zu verarbeitende Daten von Nutzern können dabei unter anderem Name, Adresse, Telefonnummer, aber auch Daten zu entliehenen Medien oder ausstehenden Gebühren sowie Benutzernummern oder in Cookies enthaltene Tracking-Daten sein. Zur Wahrung der informationellen Selbstbestimmung müssen dabei von Bibliotheken Rechtsgrundlagen auf 
- europäischer (DSGVO, EU-Grundrechte),
- staatlicher (z. B. das deutsche Bundesdatenschutzgesetz, das österreichische Datenschutzgesetz oder das schweizerische Bundesgesetz über den Datenschutz),
- und Landesebene (z. B. die deutschen Landesdatenschutzgesetze)

eingehalten werden. Diese Rechtsgrundlagen verpflichten Bibliotheken zum Beispiel zum Grundsatz der Datensparsamkeit, zum Einhalten ihrer Informationspflicht und zur Erstellung von Datenschutzerklärungen und Einwilligungserklärungen. Speziellere Problemstellungen ergeben sich aus dem Gegenüber von Datenschutzrecht und Grundrecht auf Information, für welches sich Bibliotheken insbesondere einsetzen. Außerdem können sich bei der Erschließung von Nachlässen Schwierigkeiten ergeben, wenn der Nachlass Werke von Dritten enthält, falls diese noch am Leben sind und falls von diesen Dritten keine Einwilligungserklärung vorliegt.